# Idole-bouteille

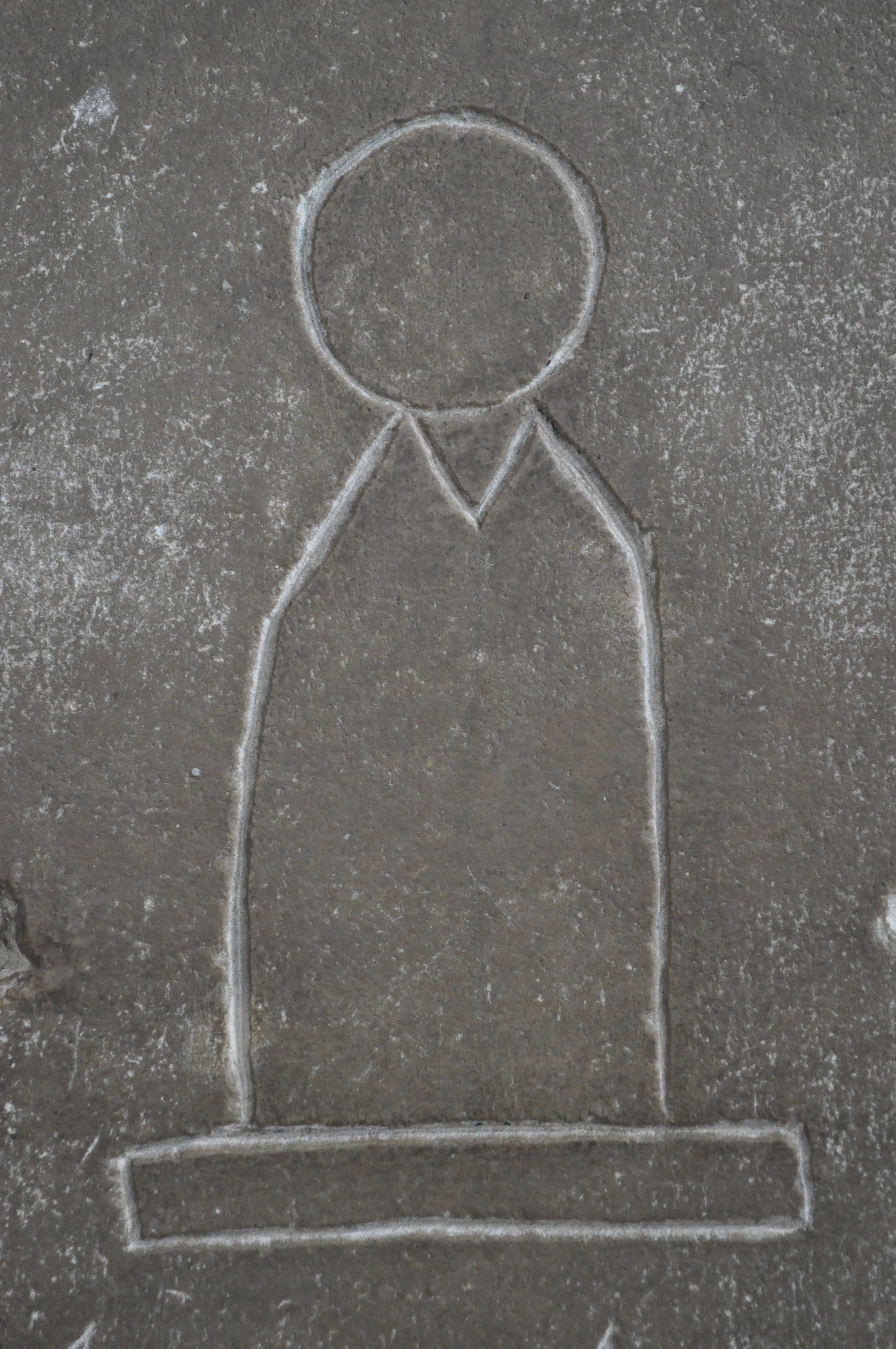
Idole-bouteille sur une stèle du musée national du Bardo

L'idole-bouteille est un des motifs les plus utilisés dans l'iconographie de la civilisation carthaginoise, avec le signe de Tanit.
Il se retrouve sur les stèles du tophet de Carthage et sur les autres stèles découvertes issues d'autres sites archéologiques.
Son origine porte à débat ainsi que celle du signe de Tanit, la forme ayant été censée s'identifier à une momie donc liée à une croyance liée à une vie après la mort, voire représenter plus prosaïquement un vase liturgique.